# Tolumnia calochila
Tolumnia calochila är en orkidéart som först beskrevs av Célestin Alfred Cogniaux, och fick sitt nu gällande namn av Guido Jozef Braem. Tolumnia calochila ingår i släktet Tolumnia och familjen orkidéer. Inga underarter finns listade i Catalogue of Life.